# Gusje Ost
Fredericus (Gusje) Ost (15 mei 1927 - 27 oktober 2007) was een Surinaams musicus, bandleider en muziekleraar.

## Biografie
Ost werd in 1927 in Coronie geboren in een gezin van vier jongens en vier meisjes. Zijn vader was landbouwer en als hij van school kwam dan hielp hij zijn vader in het veld. Vanaf zijn zevende was hij misdienaar en even later werd hij lid van de Verkenners.
Hij leerde samen met een groep jongens muziekspelen van pater Anton, die zich het doel had gesteld om een muziekkorps op te richten. Hij leerde eerst spelen op viool, daarna klarinet en vervolgens trompet. Hij oefende veel met zijn broer Desi, die trompet en trombone speelde. Pater Anton overleed kort nadat hij het muziekkorps had opgericht, waarna Pater De Kort de leiding overnam. In het korps oefende hij veel met Leo Tjon A Kon, totdat die naar Paramaribo vertrok. Vervolgens leerde hij bandleider Antonius Plato kennen en werd hij in diens Coronie Band opgenomen. Met de band gaven ze optredens in Coronie en Nickerie.
In 1946, hij was 19 jaar oud, vertrok hij naar Paramaribo. Hier zocht hij Leo Tjon A Kon op die inmiddels een eigen muziekkorps leidde. Ost trad hierin toe als trompettist. Tussen 1949 en 1955 was hij terug in Coronie en speelde hij opnieuw voor de Coronie Band. De broers Max (Statenlid) en Frits Boldewijn zorgden ervoor dat hij in 1958 met Frits in Coronie optrad tijdens het bezoek van prinses Beatrix. Hiervoor studeerden zij het lied Palmen van Coronie in.
Vanaf 1960 werkte hij voor de overheid, en bleef hij daarnaast werkzaam als horloge- en kleermaker. Hij besteedde vrijwel al zijn vrije tijd aan het oefenen op viool, gitaar, accordeon en harmonica en speelde elke zondag tijdens de dienst in de kerk. Ondertussen werd hij bandleider van de Coronie Band die later verder ging als de Melody Travelers. Met de band trad hij op in Suriname en Guyana en pakte hij ook muziekstijlen op als bolero, calypso en merengue.
In 1967 ontmoette hij Hendrika Johanna Zandvliet, met wie hij tien zoons en vijf dochters kreeg. Twee zoons erfden zijn muzikale aanleg en kregen van hem muziekles, evenals een groot aantal anderen uit zijn omgeving. Een zoon, Clifton Ost, is trompettist en bandleider van de in 2007 opgerichte Corona Band.
Op 23 november 1990 werd Gusje Ost door de regering onderscheiden met een Eremedaille Goud in de Ere-Orde van de Palm. Op 26 februari 2004 werd hij tijdens Lights on The Artist in Hotel Torarica gehuldigd voor zijn verdiensten in de muziek. Op 27 oktober 2007 overleed hij op tachtigjarige leeftijd. In 2012 werd de Gusje Oststraat in Totness naar hem vernoemd ter herinnering aan zijn "roemrijke muziekverleden".